# Nová Skřeněř
Nová Skřeněř (německy Neu Skrzener) je malá vesnice, část města Nový Bydžov v okrese Hradec Králové. Nachází se asi 4,5 km na západ od Nového Bydžova. V roce 2009 zde bylo evidováno 44 adres. V roce 2001 zde trvale žilo 55 obyvatel.
Nová Skřeněř leží v katastrálním území Skřeněř o výměře 5,54 km2. V katastrálním území Skřeněř leží i Stará Skřeněř.
První zmínka o vsi Skřeněř pochází z roku 1311 (villa Kzrenis). Později se píše například jako Skrzenyes (1350), Škřenice (1448) či dvory Křenické (1650). Nazývala se také Skřeníř a dělila se na dvě části, Starou a Novou. Stará Skřeneř ale byla od roku 1880 až do 50. let 20. století pouze osadou Nové Skřeneře, samostatné obce v okrese Nový Bydžov. Mezi roku 1961 až 1980 se pak obě staly součástí Starého Bydžova a až poté přešly pod Nový Bydžov.

## Osobnosti
- Alois Fišera (1897–1981), československý legionář, důstojník, příslušník zahraničního odboje z období druhé světové války